# Времена года в Буэнос-Айресе
«Времена года в Буэнос-Айресе» (исп. Cuatro Estaciones Porteñas, Estaciones Porteñas, англ. The Four Seasons of Buenos Aires) — цикл из четырёх композиций (танго) аргентинского композитора Астора Пьяццоллы, сочинённых между 1965 и 1970-м годами. Сам композитор исполнял их как вместе, так и отдельно друг от друга.

## Проблема названия и датировки произведения
Сочинение «Cuatro Estaciones Porteñas», также известное как «Estaciones Porteñas» или «Четыре времени года в Буэнос-Айресе» представляют собой набор из четырёх танго-композиций, написанных Астором Пьяццоллой в разное время и при разных обстоятельствах (тем не менее, иногда указывается 1968 год сочинения), хотя Пьяццолла исполнял их время от времени вместе. Чаще всего это случалось в исполнении созданного Пьяццоллой Квинтета (струнные инструменты с участием бандонеона, исполнявшего сольную партию).
Вставив в название сочинения слово «Porteño», Пьяццолла намекал на тех, кто родился или живёт в Буэнос-Айресе, аргентинской столице, бедняков, живущих в предпортовых улочках, в обществе которых родилось аргентинское танго. «Времена года» Пьяццоллы — это не «времена года» в классическом понимании (как смена сезонов). В названии автор указывает, что речь идёт о разных периодах жизни жителя окраины столицы Буэнос-Айреса. В концертной практике исполнения произведения устоялась другая традиция — переводить название «Времена года в Буэнос-Айресе», а не «Смена времён года в жизни бедного жителя пригорода Буэнос-Айреса».
Пьяццолла свободно использует форму барочного концерта, чередуя фрагменты соло и тутти. Композитор сочетает различные музыкальные традиции: классическую, джазовую, афро-испанскую. Некоторые исследователи находят в сочинении элементы программной музыки:

«Пьяццолла пытается описать жизнь жителя Буэнос-Айреса; с помощью танго возникает богемный образ Буэнос-Айреса, выражение души Буэнос-Айреса. Одиночество, холод в Invierno Porteño… чувство одиночества и холода прерывается сильными ритмичными импульсами… В Primavera Porteña мы находим первую любовь. Тело и соблазнение. Пикник в парке. Влюблённые. Город возродился после зимы. Деревья окрашены в зелень и запах цветов наводнил весь город».— Maximilano Ribichini. Astor Piazzolla y «Las cuatro estaciones porteñas»

## Состав произведения
Вот хронологический порядок создания отдельных частей произведения:
- «Verano Porteño» (Буэнос-Айрес, Лето): эпизод написан в 1965 году, первоначально как музыкальный фрагмент к спектаклю «Melenita de Oro» Альберто Родригеса Муньоса[4].
- «Otoño Porteño» (Буэнос-Айрес, Осень): эпизод написан в 1969 году.
- «Primavera Porteña» (Буэнос-Айрес, Весна): эпизод написан в 1970 году.
- «Invierno Porteño» (Буэнос-Айрес, Зима): эпизод написан в 1970 году.

Существуют две традиции последовательности исполнения эпизодов «Cuatro Estaciones Porteñas». Одна основана на последовательности исполнения концертов цикла Антонио Вивальди («Весна» — «Лето» — «Осень» — «Зима»), этой последовательности придерживается транскрипция для скрипки и струнного оркестра Десятникова, другая исходит из более близкого самому Пьяццолле порядка частей («Осень» — «Зима» — «Весна» — «Лето»). Принято считать, что календарный год аргентинцы в силу особенностей природы и климата начинают с осени.

## Транскрипции сочинения
В оригинальной авторской версии солирующим инструментом является бандонеон, инструмент, который широко используется в аргентинском танго. Аккомпанирующий ансамбль включает: электрическую гитару, фортепиано, скрипку (или альт). Вскоре появились различные транскрипции и оркестровки, к которым автор относился с одобрением.
В 1996—1998 годах российский композитор Леонид Десятников сделал свободную транскрипцию «Времен года в Буэнос-Айресе» Пьяццоллы для скрипки и струнного оркестра. В каждую часть этого цикла он включил несколько цитат из «Времён года» Антонио Вивальди, учитывая различия сезонов в северном и южном полушариях, например, в «Verano Porteño» («Лето») добавил элементы «L’Inverno» («Зимы») Вивальди.